# Sauris pelagitis
Sauris pelagitis là một loài bướm đêm trong họ Geometridae.